# Publius Licinius Crassus Dives Mucianus
 Publius Licinius Crassus Dives Mucianus (* um 182 v. Chr.; † Anfang 130 v. Chr.) war ein Jurist und bedeutender Politiker der Römischen Republik. Er war ein sehr reicher Mann und fähiger Redner, besaß große Kenntnisse auf dem Gebiet der Rechtswissenschaften und gehörte politisch zu den führenden Gegnern der Partei der Scipionen. 132 v. Chr. wurde er Pontifex Maximus. Als Konsul 131 v. Chr. erhielt er den Oberbefehl im Kampf gegen Aristonikos in Kleinasien, fand aber Anfang des folgenden Jahres nach einer verlorenen Schlacht den Tod.

## Abstammung und frühe Laufbahn
Publius Licinius Crassus Dives Mucianus, dessen Geburtsname Quintus Mucius Scaevola lautete, entstammte als Sohn des Konsuls von 175 v. Chr., Publius Mucius Scaevola, sowie als Bruder des gleichnamigen Konsuls von 133 v. Chr. dem römischen Plebejergeschlecht der Mucier. Er wurde aufgrund seiner Adoption durch einen nicht näher bekannten Sohn des Pontifex Maximus Publius Licinius Crassus Dives Mitglied der plebejischen Familie der Licinier und führte seither den Namen Publius Licinius Crassus Dives Mucianus.
Mucianus nahm sich eine Clodia zur Gemahlin. Der Nachwuchs des Paares umfasste mindestens drei Kinder: einen wenig bekannten Sohn namens Publius (?) Licinius Crassus Dives und zwei Töchter namens Licinia. Die ältere Licinia heiratete Gaius Sulpicius Galba, den jüngeren Sohn des Konsuls von 144 v. Chr., Servius Sulpicius Galba, die jüngere Licinia wurde Gattin des bekannten Volkstribunen Gaius Sempronius Gracchus.
Das erste bekannte Amt von Mucianus’ cursus honorum ist die Quästur, die er 152 v. Chr. (eventuell erst im folgenden Jahr) innehatte. Erst 147 v. Chr. wurde er in die Reihe der Senatoren aufgenommen. Um 142 v. Chr. erreichte er die kurulische Ädilität, nachdem er bei der Kandidatur für dieses Amt von politischen Weggefährten unterstützt worden war, so etwa vom Konsul von 144 v. Chr., Servius Sulpicius Galba, mit dem er zu diesem Zeitpunkt bereits in die oben erwähnte familiäre Beziehung getreten war. Vielleicht aufgrund heftiger innenpolitischer Kämpfe mit der gegnerischen Scipionenpartei verzögerte sich seine weitere Karriere merklich. Spätestens 134 v. Chr. konnte er jedoch die Prätur bekleiden.
Tiberius Sempronius Gracchus amtierte 133 v. Chr. als Volkstribun und  wollte eine Agrarreform zur Verbesserung der sozialen und wirtschaftlichen Lage energisch gegen die patrizische Senatsopposition durchsetzen. In dieser Absicht wurde er von Mucianus und dessen Bruder Publius Mucius Scaevola, der damals das Konsulat innehatte, tatkräftig unterstützt. Mucianus soll Tiberius Gracchus auch mancherlei Ideen zu den Reformplänen in den Kopf gesetzt haben. Nachdem der Volkstribun zusammen mit 200–300 Anhängern seinen vom Pontifex Maximus Publius Cornelius Scipio Nasica Serapio angeführten konservativen Gegnern zum Opfer gefallen war, wurde Mucianus Anfang 132 v. Chr. Tiberius Gracchus’ Nachfolger in der Ackeranweisungskommission. Zu deren Leitern zählten außerdem Gaius Sempronius Gracchus, der jüngere Bruder, sowie Appius Claudius Pulcher, der Schwiegervater des Ermordeten. Noch 132 v. Chr. erfolgte der Tod des politischen Gegenspielers Scipio Nasica, dessen oberpriesterliches Amt nun Mucianus übernehmen konnte. Dies stellte für Mucianus einen wichtigen Erfolg dar.

## Konsulat und anschließender Tod
Bald danach konnte Mucianus einen weiteren Höhepunkt auf seiner politischen Laufbahn verzeichnen, als er 131 v. Chr. das Konsulat erreichte und damit zu einem der ersten Männer Roms aufstieg. Er erhielt Lucius Valerius Flaccus zum Amtskollegen. Der etwa im Mai 133 v. Chr. verstorbene Herrscher Attalos III. von Pergamon hatte sein Königsland dem römischen Volk hinterlassen, wogegen Aristonikos, der uneheliche Sohn des Königs Eumenes II., Widerstand leistete, da er selbst die Nachfolge als pergamenischer König antreten wollte. Ein deshalb von ihm angezettelter Unabhängigkeitskampf hatte aber eher den sozialrevolutionären Charakter eines Krieges von Unterdrückten gegen die Oberschicht Kleinasiens. Die Lage war für Rom zunächst nicht beherrschbar, und nun strebten beide Konsuln von 131 v. Chr.  danach, an der Spitze einer Armee in das umstrittene Gebiet zu ziehen und das Problem im Sinne Roms zu lösen. In seiner Eigenschaft als Pontifex Maximus verbot Mucianus unter Strafandrohung seinem gegen ihn um das militärische Kommando wetteifernden Amtskollegen Valerius Flaccus aufgrund von dessen priesterlichem Amt eines Flamen Martialis, Rom zu verlassen. Die Strafandrohung hob die Volksversammlung zwar auf, doch musste der Flamen sich Mucianus’ Anordnung fügen. Obwohl ein Pontifex Maximus aber ebenfalls in seinem Heimatland bleiben musste, wollte Mucianus selbst von dieser sakralrechtlichen Einschränkung nichts wissen und erlangte schließlich durch einen Volksbeschluss die Ermächtigung zur Kriegsführung.
Mit bedeutenden Truppenkontingenten begab sich Mucianus nun auf den kleinasiatischen Kriegsschauplatz, wo die Könige Nikomedes II. von Bithynien, Pylaimenes von Paphlagonien, Ariarathes V. von Kappadokien und Mithridates V. von Pontos die Römer militärisch unterstützten. Der Konsul, der – wie u. a. ein erhaltenes Fragment des römischen Historikers Sempronius Asellio bestätigt  – über große Rechtskenntnisse verfügte, fiel auf dem zivilen Sektor durch seine Fähigkeit auf, juristische Belehrungen in mehreren griechischen Dialekten erteilen zu können.
Als römischer Feldherr schritt Mucianus zum Angriff auf Aristonikos’ Hauptstützpunkt Leukai (nahe Smyrna). Nicht nur die erwähnten Könige, sondern auch autonome kleinasiatische Städte wie Mylasa und Halikarnassos halfen bei der Niederwerfung des Insurgenten  mit. Der Konsul übermittelte an Mylasa den Befehl, einen großen Mast zu übersenden, der zur Herstellung eines für die Erstürmung Leukais benötigten Rammbocks dienen sollte. Als dieser Order nicht zur Zufriedenheit des Konsuls ausgeführt wurde, ließ Mucianus den dafür Verantwortlichen der verbündeten Stadt auspeitschen.
Nach Ablauf seiner Amtszeit wollte Mucianus sich Anfang 130 v. Chr. auf den Rückzug machen, erlitt jedoch bei Leukai im Verlauf einer überraschenden feindlichen Attacke gegen Aristonikos eine katastrophale Niederlage. Er floh nordwärts, geriet aber in der Gegend zwischen Myrina und Elaia in Gefangenschaft. Um nicht als Sklave zu enden, forderte er einen der ihn nun in Gewahrsam haltenden gegnerischen Söldner durch einen Reitgertenschlag ins Auge dazu heraus, ihn zu erstechen. Sein Leichnam wurde geköpft und sein Haupt an Aristonikos gesandt, sein übriger Körper in Smyrna bestattet. Erst der neue Konsul Marcus Perperna, der Mucianus’ militärischer Nachfolger wurde, konnte im Sommer 130 v. Chr. Aristonikos gefangen nehmen und den Krieg somit größtenteils siegreich beenden.